# Jarosita
As jarositas são uma família de hidroxisulfatos de ferro formadas em ambientes ácidos e oxidantes. É um grupo muito diverso devido à alta flexibilidade de substituições que pode ter em diversos sítios de sua estrutura cristalina. Entretanto, a variação mais abundante e estável é a potássio-jarosita (comumente chamada apenas de jarosita), de composição KFe3(SO4)2(OH)6.
Esses minerais alaranjados são formados em meios ácidos e oxidantes, podendo ser encontrados em drenos ácidos de mineração, minerais hipogênicos, em argilas ou em solos ácidos, por exemplo. Além disso, apresentam usos interessantes em hidrometalurgia.

## História

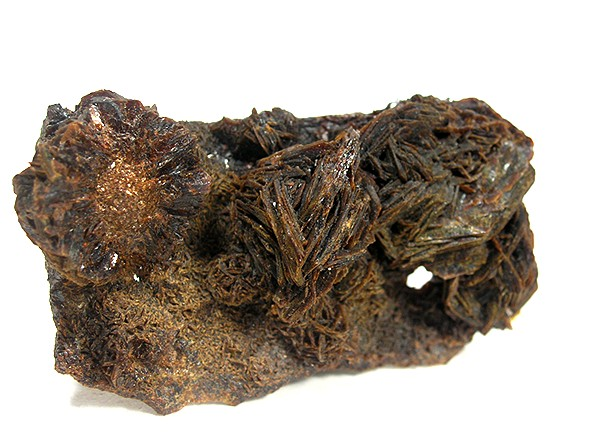
Cristais de jarosita de Sierra Peña Blanca, Aldama, Chihuahua, México (5,6 x 3,1 x 1,6 cm)

A jarosita foi descrita pela primeira vez em 1852, pelo mineralogista August Breithaupt no Barranco del Jaroso, localizado na Sierra Almagrera (Almería, Espanha).

##### Presença em Marte
Minerais de jarosita foram encontrados em diferentes regiões de Marte, como por exemplo na cratera de Gale, no Meridiani Planum e no Mawrth Vallis. Essas descobertas foram feitas tanto por espectrometria, a partir dos satélites Mars Reconnaissance Orbiter (MRO) e Compact Reconnaissance Imaging Spectrometer for Mars (CRISM), quanto por análises in situ, feitas pelo rover Opportunity. A identificação da jarosita é interessante pois pode indicar a presença de corpos d’água ácida superficial ou subsuperficial no passado do planeta. Tal conhecimento é importante do ponto de vista astrobiológico e geobiológico, se tornando um objeto de estudo para a busca por vida fora da Terra.

## Propriedades físicas e estrutura
A jarosita é quebradiça e possui uma clivagem basal. Sua dureza varia de 2,5 até 3,5 e sua gravidade específica de 3,15 até 3,26. Ela pode ser translúcida ou opaca e de coloração amarelo escuro ou marrom amarelado. Às vezes o mineral pode ser confundido com limonita e goethita formadas no gosan.

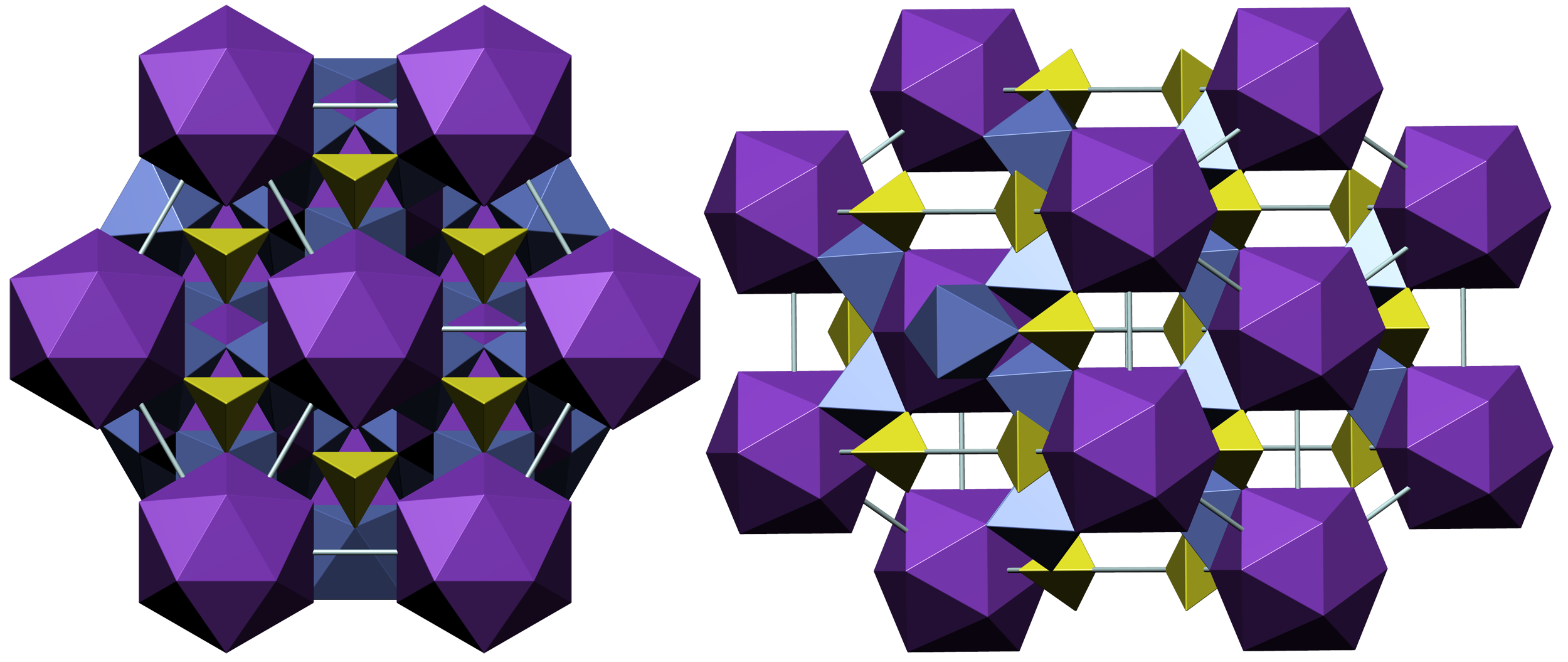
Estrutura cristalina das jarositas. Código de cores: Potássio, K: roxo; enxofre, S: oliva; ferro, Fe: azul escuro; Célula: azul claro.

Sua estrutura cristalina se enquadra dentro do supergrupo das alunitas, as quais possuem a fórmula generalizada de AB3(TO4)2(OH,H2O)6, sendo que A representa os cátions que serão coordenados, já  B e T são os sítios com coordenação octaédrica e tetraédrica, respectivamente. O elemento dominante em B é trivalente e, no caso da jarosita, é o Fe3+.

#### Substituições estruturais
Devido a alta pluralidade de substituintes, principalmente nos sítios A e B da estrutura cristalina, as jarositas são organizadas como um grupo. A estrutura mais comum inclui o cátion K+ no sítio A. Entretanto, este pode ser substituído por diversos outros cátions, mono ou divalentes, em proporções de membro final ou também em pequenas trocas. As jarositas que podem ser formadas são, por exemplo a natrojarosita (Na+); hidrônio jarosita (H3O+); agentojarosita (Ag+); plumbojarosita (Pb2+); amôniojarosita (NH4+); entre outros.

#### Síntese
As jarositas são formadas pela oxidação do ferro férrico (Fe3+) em meio aquoso e ácido. No processo de síntese, ocorre a formação da schwertmannita, que é uma fase metaestável de hidroxisulfato de ferro. De acordo com o meio (pH e pe), este composto poderá se transformar em jarosita, goethita, ferrihidrita ou pirita. Outro processo de síntese é por meio da oxidação da pirita mineral em argilas sedimentares.
Esses processos podem ocorrer naturalmente no ambiente ou em sínteses de laboratório. Porém, além dos mecanismos abióticos, é possível que a síntese tenha influência de organismos vivos, como por exemplo o Acidithiobacillus ferrooxidans. Ele é uma bactéria quimiolitoautotrófica, ou seja, que obtém a energia para seu metabolismo por meio da oxidação de minerais.

## Usos industriais e tecnológicos

#### Aplicação em hidrometalurgia
As jarositas são usadas na hidrometalurgia para controlar impurezas como o ferro e o sulfato na purificação do metal, em especial do zinco. Devido a ampla gama de cátions que podem ser retidos em sua estrutura, o mineral também pode ser usado para reter metais como Cd, Cu, Ni, Pb, Zn e Ag.